# Carlo Bocchi
Carlo Bellino Bocchi (Adria, 26 novembre 1752 – Adria, 5 febbraio 1838) è stato un avvocato, giudice, politico e intellettuale italiano.

## Biografia

### Gli anni giovanili
Nacque da Marcantonio Bocchi e Benedetta Pezzi. Il padre, disponendo di un cospicuo patrimonio, lo mandò a studiare fin da bambino a Padova, nel Collegio Bruntura. Il 16 luglio 1771 Carlo Bocchi si laureò in utroque iure cioè sia in Diritto canonico che Diritto civile presso l’Università di Padova. Il diploma di laurea venne sottoscritto dal Vicario episcopale Giovanni Battista Santonini, che in seguito diverrà vescovo. Negli anni successivi il Bocchi fece pratica come “ascoltante” nello studio del celebre avvocato Cesare Santonini, al fine di «imparare ad adattare le Leggi ai Casi». Nel 1785 sposò la nobile Laura Molin. Il 14 ottobre 1787 nacque il figlio Giovanni Battista, il quale disgraziatamente morì il 14 giugno 1790 preceduto dal nonno paterno settantatreenne Marcantonio Bocchi, che spirò il 3 dicembre 1789.

### La carriera nella Repubblica di Venezia
Il Senato Veneto, al fine di uniformare gli interventi e rendere più efficace la custodia e la manutenzione del Castagnaro, l’attuale Canalbianco nell’intero tratto del Polesine, istituì una Presidenza generale, composta da quattro patrizi veneziani e quattro di terraferma. Il Castagnaro venne diviso in sezioni e riparti, Carlo Bocchi venne nominato Presidente della parte destra del riparto Fossa-Adria, e si fece notare ben presto come il membro più attivo della Presidenza. Grazie al suo incarico, il Bocchi maturò una notevole conoscenza dei problemi dell’assetto idraulico del Polesine, intrattenendo importanti rapporti politici col Magistrato delle Acque, giunto ad Adria dopo la rotta del Po nell’ottobre 1791. Il 28 luglio nacque sua figlia Anna Maria, che morì il 10 luglio 1794. Sua moglie Laura morì il 3 agosto 1793 all’età di 32 anni, inferma da mesi. Nel frattempo Carlo Bocchi continuò il suo incarico fino alla caduta della Repubblica Veneta esercitando anche l’avvocatura. 

### Il periodo francese
Con l’avvento del primo regime francese, nel 1797, il Bocchi venne inserito nella Municipalità, i cui membri furono nominati dal generale Rusca il 14 maggio. Il 19, venne incaricato dell’amministrazione della Giustizia Civile, con le nuove Leggi francesi. Il 25 maggio 1798 venne designato «Giudice al Civile» dai Deputati della Comunità adriese, date le sue cognizioni e la stima di cui godeva presso gli abitanti della città e della provincia. Tale carica venne confermata dal regime austriaco che si era sostituito, dal gennaio 1798, a quello francese. L’insediamento avvenne in giugno insieme al collega, giudice al tribunale Criminale, Leonardo Medi. Per le udienze, di norma giornaliere, si utilizzarono i locali della casa del Bocchi stesso, che ospitò per qualche tempo anche il Tribunale Criminale. In quel periodo il Bocchi raccolse numerose stampe tra le quali quelle di Jacques Callot, che insieme a molte altre costituiranno una cospicua collezione artistica. Il suo impegno nell’amministrazione della giustizia fu notevole, come scriveva nel settembre 1799: «volendosi con esattezza, e sollecitudine adempiere ai doveri di così geloso ufficio quasi tutta trovasi occupata la giornata». Nell’ottobre successivo, gli vennero riconosciuti 40 ducati mensili a compenso dell’attività fino ad allora compiuta e per il lavoro futuro. 
Nonostante la volontà del Bocchi di sostenere gli incarichi ricevuti, per la mole di lavoro fu costretto a nominare un suo supplente. La scelta ricadde su Pier Maria Renovati. Il 22 gennaio 1801 i francesi tornarono ad Adria, che il 9 febbraio entrò a far parte della Repubblica Cisalpina. Il 29 gennaio 1802 Adria venne assegnata alla Vice-prefettura di Rovigo nella Repubblica d’Italia dipendente dal prefetto di Ferrara. Pietro Brighenti, allora Commissario dei Tribunali, il 21 maggio 1801 nominò Carlo Bocchi Pretore del Comune di Adria. In occasione della duplice rotta del Mincio e del Canalbianco, che funestò gran parte del Polesine in novembre, dimostrò instancabile attività, zelo e autorità, col concorso di un’apposita Commissione, nel difendere i beni degli alluvionati da atti di sciacallaggio e nell’organizzare soccorsi e rifornimenti. La sua diligenza nell’applicare le direttive anche di natura politica e ideologica venne dimostrata dal divieto di consentire certe rappresentazioni e dall’intervento di dissuasione nei confronti delle cerimonie religiose. Per esempio, nel 1803, ricordò il divieto di rappresentare scene di assassinii, congiure e suicidi. 
Il 25 aprile 1804 il Bocchi venne dispensato dalla carica e il suo successore fu Luigi Prosdocimi. In ottobre riprese l’esercizio dell’avvocatura. Il 15 marzo 1805 venne proclamato il Regno d’Italia; Adria restò nel Dipartimento del Basso Po, sotto il Distretto di Rovigo. Il 20 aprile al Bocchi venne comunicata la nomina, da parte del Consiglio Distrettuale di Adria, a Consigliere del Consiglio Dipartimentale di Ferrara. In maggio presentò una supplica a Napoleone, per conto della Comunità adriese, al fine di conservare la Giudicatura cioè l’Ufficio giudiziario di prima istanza e ottenere una Camera di Commercio. L’Imperatore scambiò qualche lettera con il Bocchi. 
Dopo la pace di Presburgo del 1806 i comuni di Adria, Cavarzere e Loreo vennero aggiunti al nuovo Dipartimento dell’Adriatico, con capoluogo Venezia. Il Bocchi decadde da consigliere del Basso Po e si dedicò alle faccende adriesi. Il 9 giugno 1808 morì all’età di 77 anni Benedetta Pezzi, madre di Carlo. Il 10 gennaio 1810 chiese notizie e documenti a Francesco Girolamo Bocchi sulle vicende idrauliche basso-polesane e sulle ragioni dell’allontanamento del mare da Adria, in modo da aumentare la sua conoscenza del territorio. Nel luglio 1811 venne nominato Podestà di Adria dal Consiglio Comunale. Egli tentò di declinare l’incarico ma i suoi sforzi si rivelarono vani; per perentoria disposizione del Vice-prefetto Giacomazzi, Carlo Bocchi si rassegnò ad affrontare l’ufficio. 

### La dominazione austriaca
Tra ottobre e novembre 1813 le armate della Sesta coalizione antifrancese entrarono nel Regno d’Italia. Tra il 19 e il 21 novembre arrivarono ad Adria i soldati austriaci, accolti festosamente. Il 22 il comandante Georgies trasferì tutte le autorità, civili e militari, nelle mani del podestà Carlo Bocchi. Il 1º dicembre il conte Thurn, considerando la stima dei cittadini, nominò il Bocchi facente funzioni di Vice Prefetto del Distretto di Adria. Nel gennaio 1814 cessò il suo incarico di Vice-Prefetto, poiché il Distretto di Adria venne unito a quello di Rovigo costituendo il Dipartimento del Polesine. Il 20 ottobre 1815 l’imperatore Francesco I lo nominò personalmente Deputato alla Congregazione Centrale di Venezia per la classe degli estimati nobili della provincia del Polesine. Carlo Bocchi ricoprì la carica di Deputato per 9 anni, durante i quali ebbe la possibilità di frequentare figure molto in vista come Goëss e il Delegato Thurn. 
Il Bocchi si occupò principalmente di questioni inerenti al territorio adriese e polesano, ma non trascurò, tra il 1817 e il 1821, le problematiche sui ponti, i fiumi e le strade del padovano, del bellunese, del trevigiano e del bassanese. Nel gennaio 1817, in occasione della visita ad Adria del Viceré Ranieri, fece ristampare l’orazione di Porto Viro di Luigi Groto, il Cieco d’Adria, premettendo notizie storiche e dedicandola al Goëss, l’allora governatore del Lombardo-Veneto. Il 1º giugno 1819 dedicò alcuni versi in latino al conte Pietro Goëss, che stava lasciando il suo incarico da governatore. In agosto inviò al suo successore, Carlo Inzaghi, un opuscolo su come migliorare gli scavi archeologici adriesi. Nel 1820 il Bocchi inviò un distico al ferrarese Giovan Battista Valeri, che pubblicò l’anno seguente, in occasione dell’insediamento nella cattedrale adriese del vescovo Carlo Ravasi. Nel 1822 continuò a partecipare ai lavori della Congregazione Centrale; alla fine dell’anno discusse un piano generale sulle strade delle varie provincie venete. Nel 1824 fu spesso a Venezia per ricevimenti imperiali, ma continuò a occuparsi delle questioni idrauliche del territorio polesano. Il 5 gennaio 1825 venne sostituito nella carica di Deputato centrale da Pietro Salvadego. 

### Gli ultimi anni
Nel 1830, ormai ritrovatosi a vita privata, dedicò le sue cure, insieme ad altri fedeli alla ricostruzione della cattedrale fornendo il legname necessario. Il 23 marzo 1836 con una donazione inter vivos cioè ancora vivo, Carlo Bocchi donò al Municipio di Adria 100 campi con case coloniche, la propria casa dominicale con adiacenze e altri accessori, a condizione che ad Adria venisse costruito uno “stabilimento di educazione” in cui si potesse imparare e apprendere teologia. 
Il 2 agosto, l’ottantaquattrenne Bocchi scrisse il suo testamento confermando le donazioni di agosto e nominando sua erede la Congregazione Municipale imponendole l’obbligo di dare la possibilità ai suoi concittadini e agli abitanti dei paesi limitrofi di educare i propri figli. Una volontà del Bocchi fu quella di istituire un canonicato con l’incarico di Rettore dello “stabilimento educativo”. Il 5 febbraio 1838 Carlo Bocchi si spense, in casa propria, all’età di ottantasei anni. 
Tra il 1838 e il 1841 vennero eseguite le volontà del Bocchi e l’8 giugno 1841 il Governo autorizzò l’istituzione di un Ginnasio con le prerogative di un Ginnasio pubblico. Il 3 novembre l'istituto venne aperto nei locali dell’ex convento delle suore Agostiniane tra la gioia dei presenti.

## La Fondazione e il Liceo Carlo Bocchi
Il 16 aprile 1874 con il Regio Decreto n.1891, fu istituita la Fondazione Scolastica “Carlo Bocchi”, governata da una Deputazione di tre persone: una nominata dal Prefetto di Rovigo, la seconda dal Vescovo e la terza dalla Giunta Municipale. Nel 1876 dopo vari attriti con la Sede Vescovile di Adria, il rappresentante del Vescovo venne nominato d’ufficio dal Ministero. Fino al 1888 la Deputazione gestì direttamente il Ginnasio Bocchi che nel 1877 era stato parificato ai Ginnasi Statali. Nel 1882 la Deputazione dovette affrontare i danni provocati dall’inondazione dell’Adige e ottenne un prestito di 15.000 lire dall’Amministrazione provinciale di Rovigo. Nel 1888 la Deputazione, non avendo i mezzi necessari, decise di rinunciare all’acquisto del Museo Bocchi che era stato curato fino ad allora dal prof. Francesco Bocchi, lasciandolo al Comune che completerà l’acquisizione solo nel 1904.
A inizio ‘900 la prima sede scolastica cominciò a rivelarsi insufficiente. Nel 1910 vennero eseguiti alcuni lavori di adattamento al primo piano del Ginnasio. Nel 1913 sorse anche il Regio Corso Magistrale Nel 1916 cominciò la costruzione della parte centrale del Ginnasio ed, essendo in periodo di guerra, la struttura venne utilizzata come “sezione dell’Ospedale da Campo n. 206”. Nel 1933 la sede venne ampliata; si trattava dell’ala est che oggi dà sulla piazza Carlo Alberto Dalla Chiesa. Tra il 1944 e il 1945 le scuole subirono danni ai tetti per via dei bombardamenti.
Nel 1973 ci fu un progetto della Deputazione per l’allargamento del Liceo a est per poter ospitare il Liceo scientifico, ma la Provincia optò per la sede sita nei pressi della stazione ferroviaria. Tra il 1974 e il 1991 la Fondazione venne commissariata per le difficoltà insorte nel rinnovo del Consiglio di Amministrazione e per i problemi di gestione del patrimonio. Il 1º dicembre 1974 il Ministro segretario di Stato per la Pubblica Istruzione, Alberto Belporad nominò commissario il Rag. Silvio Marzola, allora Primo Dirigente della Ragioneria dello Stato di Rovigo. In questo periodo continuò la prassi, inaugurata alla fine degli anni’60, di consegna delle Borse di studio agli studenti più meritevoli. Nel 1988 venne venduta alla Provincia l’allora sede dell’Istituto Professionale per il Commercio, ora Istituto Geometri. Con il D.P.G.R. n. 158 del 26/01/1990 venne approvato il nuovo statuto della Fondazione che portava i componenti del Consiglio di Amministrazione a cinque: uno nominato dalla Regione, uno dalla Diocesi, uno dall’Ufficio Scolastico provinciale e due dal Comune. Il 1º gennaio 1998 la gestione del Liceo venne lasciata alla Provincia a seguito della legge n.23 dell’11/1/1996, ciò nonostante, la Fondazione ha continuato a sostenere le attività didattiche del Ginnasio-Liceo e delle altre scuole attraverso la fornitura di libri e strumentazioni per i laboratori.
Dal 2010 a oggi, la Fondazione è stata impegnata nella conservazione ed allestimento della “Collezione Bocchi”, una raccolta di incisioni antiche collezionate da Carlo Bocchi, ora di proprietà dell’Ente, esposte presso la Sala Bocchi del Palazzo omonimo, sito in Corso Vittorio Emanuele II, 78, ad Adria. L’importante e prestigiosa collezione, a pieno titolo, può essere considerata come il nucleo di partenza per un futuro museo civico della città dove sarà possibile esporre anche altri materiali e reperti provenienti da collezioni pubbliche e private.